# Conat
Conat település Franciaországban, Pyrénées-Orientales megyében. Lakosainak száma 63 fő (2022. január 1.). Conat Mosset, Ria-Sirach, Villefranche-de-Conflent, Serdinya, Nohèdes és Urbanya községekkel határos.

## Földrajz

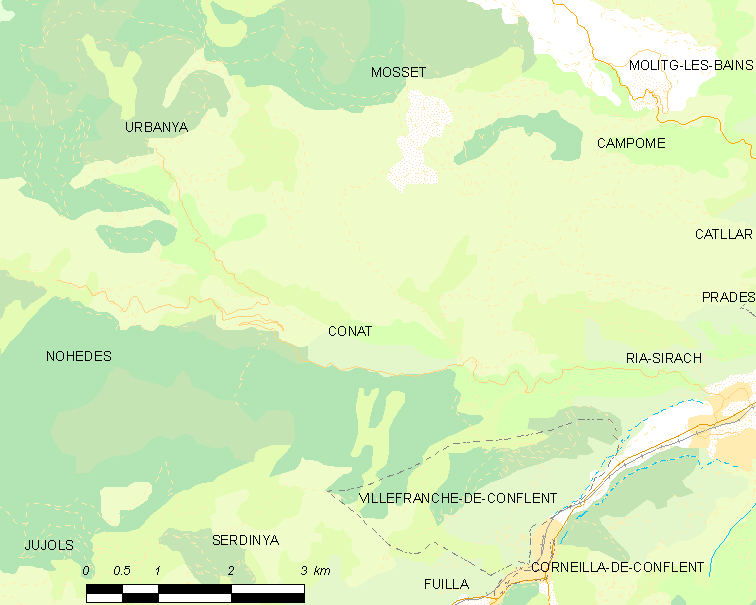
Conat és környéke

## Népesség
A település népességének változása:
| Lakosok száma | 54   | 56   | 62   | 61   | 61   | 60   | 60   | 61   | 63   |
|               | 2013 | 2015 | 2016 | 2017 | 2018 | 2019 | 2020 | 2021 | 2022 |